# Luisa Seghezzi
Bruna Luisa Seghezzi (Bergamo, 6 dicembre 1965) è un'ex ciclista su strada italiana.

## Biografia
Nata nel 1965 a Bergamo, nel 1981, ad ancora 15 anni, ha preso parte al suo primo Mondiale, Praga 1981, arrivando 27ª nella corsa in linea Elite. In seguito ha partecipato ad altre 8 edizioni della corsa fino al 1991, arrivando 3ª nel 1990 a Utsunomiya, a 3'24" dalla vincitrice, la francese Catherine Marsal.
A 18 anni ha partecipato ai Giochi olimpici di Los Angeles 1984, nella corsa in linea, terminando 9ª, in un gruppo di 15 cicliste a 2'14" dalla medaglia d'oro, la statunitense Connie Carpenter.
Al di fuori della nazionale è stata campionessa italiana in linea Elite nel 1986 (oltre che Juniores per due anni di fila, 1980 e 1981), ha vinto la Vertemate con Minoprio nel 1988 e la 6ª tappa del Tour de la Drôme nel 1989 e ha preso parte ai primi 3 Giri Donne (16ª nel 1988, 14ª nel 1989 e 13ª nel 1990) e a 5 Tour de France, esordendovi nel 1985, arrivando 26ª, e ottenendo come miglior piazzamento finale la 10ª posizione del 1988.
Ha chiuso la carriera nel 1991, a 26 anni, dopo una stagione alla G.S. Gold Market.

## Palmarès
- 1980 (1 vittoria)

Campionati italiani, In linea Juniores
- 1981 (1 vittoria)

Campionati italiani, In linea Juniores
- 1986 (1 vittoria)

Campionati italiani, In linea
- 1988 (1 vittoria)

Vertemate con Minoprio
- 1989 (1 vittoria)

6ª tappa Tour de la Drôme

## Piazzamenti

### Grandi Giri
- Giro Donne

1988: 16ª
1989: 14ª
1990: 13ª
- Tour de France

1985: 26ª
1986: 19ª
1987: 26ª
1988: 10ª
1989: 24ª

### Competizioni mondiali
- Campionati del mondo

Praga 1981 - In linea Elite: 27ª
Goodwood 1982 - In linea Elite: 33ª
Altenrhein 1983 - In linea Elite: 49ª
Giavera del Montello 1985 - In linea Elite: 67ª
Colorado Springs 1986 - In linea Elite: 36ª
Villaco 1987 - In linea Elite: 8ª
Chambéry 1989 - In linea Elite: 13ª
Utsunomiya 1990 - In linea Elite: 3ª
Stoccarda 1991 - In linea Elite: 39ª
- Giochi olimpici

Los Angeles 1984 - In linea: 9ª